# 巴德爾格拉本河

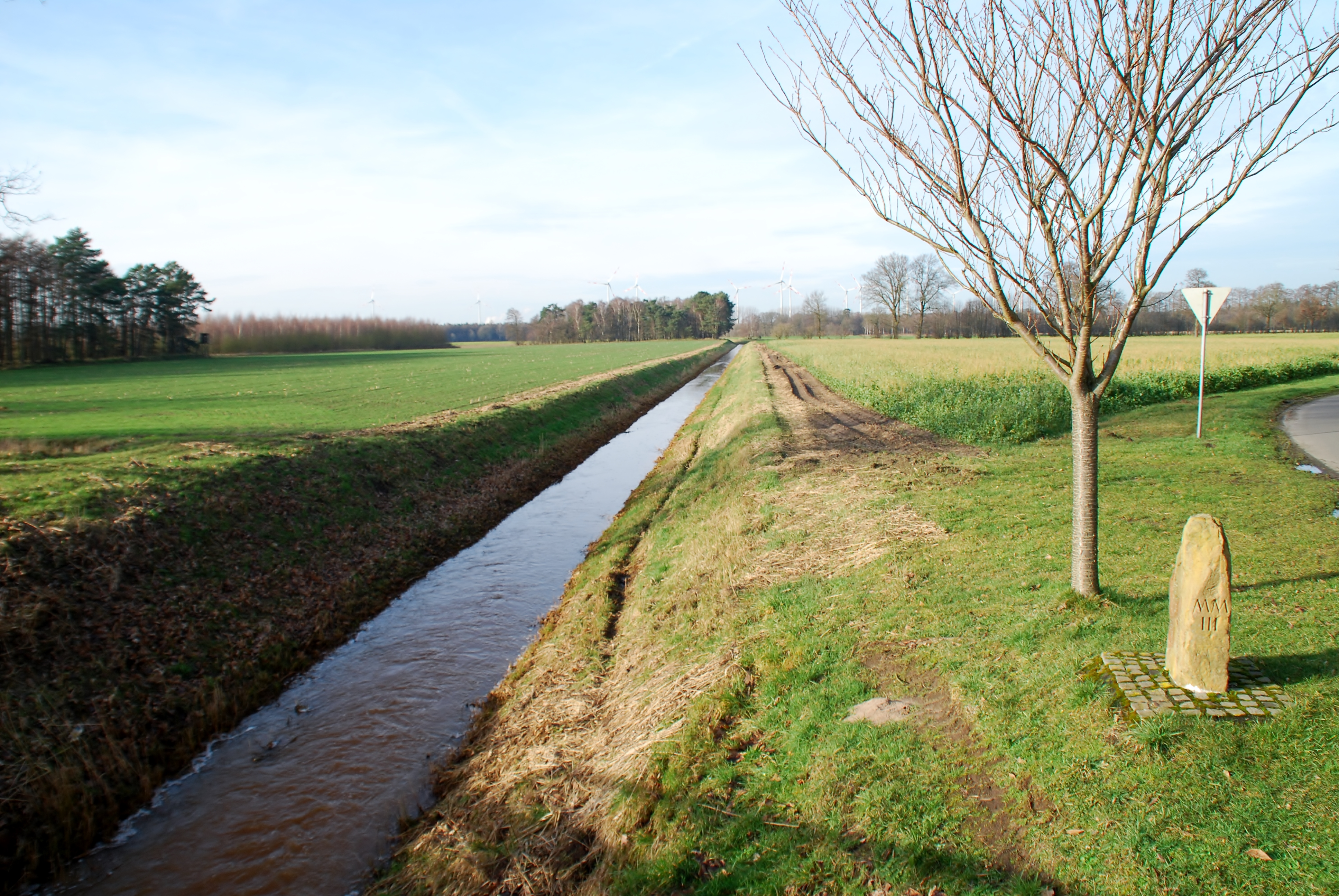

52°27′31″N 7°32′34″E / 52.45861°N 7.54278°E
巴德爾格拉本河（德語：Bardelgraben），是德國的河流，位於該國西部，處於北萊茵-威斯特法倫州，屬於大阿河的支流，河道全長23公里，流域面積47平方公里。